# Franco Matticchio
Franco Matticchio (Varese, 1957) è un illustratore e pittore italiano.

## Carriera
Esordisce come illustratore nel 1979 sulla terza pagina del Corriere della Sera.
Nel 1986 si dedica all'attività di autore di fumetti, senza abbandonare quella di illustratore avviando la collaborazione con Linus.
Dal quel momento pubblica su molte testate, come King, Linea d'ombra, Salve, L'indice, Il Grifo, Moda. 
Creatore di Mr. Jones, il gatto bendato protagonista delle avventure pubblicate su Linus e raccolte, dal 1987, nel volume Sensa Senso.
Nel 1988 vince il primo premio in occasione dell'iniziativa ONU "cartoonist Agains Drugs Abuse".
Nel 1982 illustra Il libro dei labirinti, scritto da Anna Zucchi.
Nel 1993 realizza disegni e story-board per un cartone animato prodotto da Gertie Immagini per Legambiente, premiato al Festival Internazionale del Cinema d'Animazione di Annecy come miglior film pubblicitario.
Sua la sigla animata del film Il mostro di Roberto Benigni.
Nel 1999 realizza una copertina per la rivista statunitense The New Yorker.
Collabora come illustratore per le riviste L'indice dei libri del mese, Internazionale, Vivimilano e realizza copertine per la casa editrice Garzanti; sue le copertine dell'opera-omnia di Giorgio Scerbanenco e di Carlo Emilio Gadda.
Una sua raccolta di disegni è stata pubblicata da Einaudi nel 2006 in "Esercizi di stilo".
Sempre per Einaudi ha realizzato le illustrazioni dell'ultimo libro di Vincenzo Mollica e, nel 2012, la copertina del romanzo Nessuno è indispensabile di Peppe Fiore.
Nel 2011 un suo dipinto è stato esposto alla Biennale di Venezia.
Dal 2010 ha prodotto delle acqueforti per le Edizioni PigPrints.